# 捷列希夫卡 (羅基特涅區)
49°45′37″N 30°37′4″E / 49.76028°N 30.61778°E
泰萊希夫卡（烏克蘭語：Телешівка）是位於烏克蘭北部的村莊，由基辅州白采爾克瓦區的羅基特內市鎮負責管轄。該村始建於1740年，面積40平方公里，海拔高度160米，2001年人口1,427，人口密度每平方公35.7人。